# Strychnos sandwithiana
Strychnos sandwithiana är en tvåhjärtbladig växtart som beskrevs av Krukoff och Barneby. Strychnos sandwithiana ingår i släktet Strychnos och familjen Loganiaceae. Inga underarter finns listade i Catalogue of Life.